# 幸福の科学出版
幸福の科学出版株式会社（こうふくのかがくしゅっぱん）は、日本の出版社。宗教法人幸福の科学の関連企業として「幸福の科学グループ」を構成し、海外支社を世界100か国以上に持つ。書籍・雑誌・視聴覚メディアの出版に関わる業務全般のほか、放送番組や映画の製作なども行なう。

## 概要
幸福の科学発足翌年の1987年初に「幸福の科学」の出版名義として「幸福の科学出版」が使用されるようになり、同年末12月24日に法人「幸福の科学出版株式会社」が設立された。当初は同団体創始者大川隆法やその父善川三朗の著作と講演カセットテープなどを扱っていたが、1990年より音楽CDや海外向け英訳版書籍を扱うようになり、1991年からラジオ番組「天使のモーニングコール」制作開始し、1994年以降は映画製作へも事業を拡大した。
2005年9月に文芸作品などを対象とした「幸福の科学ユートピア文学賞」を創設。2008年6月には「幸福の科学ユートピア学術賞」を創設した。
幸福の科学の経典とされる大川隆法の著作に加え、教団の対外活動や幸福実現党・HS政経塾・学校法人幸福の科学学園・ハッピー・サイエンス・ユニバーシティといったグループ各部門の動向に関連したものなどを扱っているほか、ビジネス書・健康実用書・子育て関連本・幼児用絵本など、多種多様な一般書も扱う。

## 幸福の科学内における位置づけ
独立した営利法人であるが、初期には大川隆法が同社の社長を務めるなど出版の企画は教団事務を総理する大川の権限下にあり、教団組織上では「出版局」として他の部局とともに「幸福の科学総合本部」を構成する。設立当初より8年ほど幸福の科学の「正会員」資格⇒「三帰信者」（他に幸福の科学発行の会誌購読を条件とする「誌友会員⇒入会 会員制度」がある）が大川隆法の著作10冊の講読を条件としてあった時代が当初にあり、書籍の重要視は「出版・読書宗教」ともいわれる同教団の活動の特徴であった。幸福の科学出版の書籍出版事業は、教義の改変に伴う既往書の改訂・再刊等にも逐次対応しつつ、大川の説法や講演内容の書籍化、会員によるそれらの購入・配布・講読、書籍をもとにした新たな説法の展開という宗教活動の中核的なサイクルを支える。また幸福の科学のいまひとつの特徴であるメディア利用への積極性を背景に、雑誌・放送番組・映画などに進出している。
会員は、一般に同じ書籍を自分用、および布教活動の一環として知人等への配布用に購入し（映画入場券についても同様）、大川の著作の多くは年間ベストセラー上位にランキングされる。同社が獲得する大川の著作や雑誌の売上、映画の興行収入などの事業収益が教団の課税対象収益の主体であると考えられている。幸福の科学の収益の柱は「植福」と呼ばれる会員の献金とこうした出版事業収益であると考えられるため、同教団は生長の家・創価学会とともに「出版型」のビジネスモデルをもつ新宗教とみなされることがある。
1994年より映画製作を行ってきたが、アニメ映画制作を行うカンパニー「HS PICTURES STUDIO」を傘下に持つ。2009年に劇場アニメ作品『神秘の法』制作にあたり「SHスタジオ」として設立。2013年「HS PICTURES STUDIO」にスタジオ名を変更し現在にいたる。

## 沿革
1986年10月6日、杉並区西荻南の会員宅に「幸福の科学事務局」を開いて発足した幸福の科学は、土屋書店や潮文社を通じて「霊言集」や教義を示した書籍を刊行していたが、本拠を「幸福の科学東京本部」として杉並区松庵の「西荻ユニティ」に移った1987年6月以降、「幸福の科学出版」の名義で出版活動を行なうようになった。その後1987年12月24日に法人としての幸福の科学出版株式会社が設立される。
「幸福の科学東京本部」は1988年4月16日に「幸福の科学総合本部」として杉並区西荻南の「日伸西荻プラザ」へ移転し、幸福の科学出版株式会社もこれに同居する形で同時に移転、さらに1989年12月20日に総合本部とともに千代田区紀尾井町の紀尾井町ビルに移った（1996年以降は、品川区平塚
、品川区戸越、港区赤坂に移転）。設立から1990年代初頭まで毎年数十冊の書籍を刊行、その半数を占めた「霊言集」は他宗の者や一般読者が教団に接近する機縁となり、出版活動は講演会の開催とともに布教手段として教団の成長に貢献した。
1990年に大川は教勢拡大に向けた活動理念のひとつに書籍1500万部という数字を掲げ、このころから教団の普及部職員（営業）の活動などにより取扱い書店が増加、売り場に「大川隆法コーナー」を設ける書店も多く見られるようになった。翌1991年に教団が展開した大規模な広告キャンペーンの中核となったのは同社より年頭に刊行された大川の著作『アラーの大警告』および『ノストラダムス戦慄の啓示』の二冊であり、同社は刊行から半年経過した7月時点で二冊の総計500万部を売り上げたとの広告を打っている。なお教団が宗教法人として認証されたのは1991年3月であるが、この時点まで教団と出版業務組織は一体であり、法人化後に実質的な分離をしたとの見方がある。1991年6月の時点の社長は大川隆法であった。その後、代表取締役社長となった者には、本地川瑞祥（元幸福の科学理事長・元幸福実現党党首代行）、九鬼一、佐藤直史（元幸福の科学理事長・元幸福実現党幹事長／選挙対策委員長）、宇田典弘（幸福の科学理事、2023年現在の現職）がいる。
1992年から2009年までは「霊言集」の刊行を一旦止めて、代わってビジネスマン向けのもの等を含めた大川の著作を漸次刊行していった。また1990年代には教団の対外的な主張を背景に、マスコミ批判や他宗への「邪教」批判を内容とする批判書を刊行した。1991年の講談社フライデー事件では会員によるデモを社用車で先導するなどして参加したほか、幸福の科学出版の経営状況に関する報道について講談社への損害賠償請求訴訟を提起、1993年には同事件を主題とする景山民夫と小川知子の共著『宗教の反撃』を刊行した。
1990年代後半以降は書籍刊行点数が減少し、社会的な話題に関する情報発信手段として1995年創刊の『ザ・リバティ』など雑誌が活用された。書籍・雑誌以外のメディアについては、初期から扱われていた音声テープのほか、1990年代に入って音楽CDを発売、1991年にはラジオ番組『天使のモーニングコール』の製作を開始した。1994年以降は教団の世界観を平易に伝える内容の映画製作を三年に一本のペースで行ない始め、東映配給で一般映画館で上映開始した。
2009年の幸福実現党を通じた政治進出に併わせて政策や意思決定の指針として2010年より「霊言」や「守護霊インタビュー」の刊行を復活、同年には同様の形式で幸福の科学以外の新宗教を批判する内容のものを刊行した。
2012年より映画製作の機能を拡大・向上させ、配給会社を東映から日活に変更した。アニメ映画は3年に1本のペースだが、それに加え実写映画を合わせて年2本のペースで製作している。
2013年には、幸福の科学出版の書籍：『常勝思考』『不動心』『成功の法』がアフリカのケニアの公立高校の副読本に選ばれ、大川隆法の著書が政府機関によって推薦図書として認可されるのは全世界で初めてであると幸福の科学が発表した。

## 年譜
- 1987年6月 - 幸福の科学出版名義の出版開始（会内販売のカセットテープBookなど）
- 同年12月 - 幸福の科学出版株式会社設立、登記。当時は杉並区松庵
- 1988年4月 - 杉並区西荻南へ移転
- 同年12月 - 書籍『幸福の科学とは何か』発刊
- 1989年12月 - 千代田区紀尾井町へ移転
- 1990年7月 - 海外向け書籍『The Laws of the Sun』発刊
- 同年12月 - 音楽CD『誓天奏』発刊
- 1991年2月 - 大川隆法著『ノストラダムス戦慄の啓示』発刊
- 同年10月 - ラジオ番組「天使のモーニングコール」放送開始
- 1994年9月 - 映画『ノストラダムス戦慄の啓示』公開
- 1995年3月 - 月刊誌『ザ・リバティ』創刊
- 1996年4月 - 品川区平塚へ移転
- 1997年4月 - 映画『ヘルメス—愛は風の如く』公開
- 2000年10月 - 映画『太陽の法』公開
- 2001年12月 - ラジオ番組「天使のモーニングコール」海外放送ハワイでの放送開始
- 2003年10月 - 映画『黄金の法』公開
- 2004年3月 - 女性雑誌、心の健康誌として月刊雑誌「アー・ユー・ハッピー?」創刊
- 2005年9月 - 「幸福の科学ユートピア文学賞」創設[PR 13]
- 2006年9月 - 映画『永遠の法』公開
- 2007年10月 - 品川区戸越へ移転
- 2008年9月 - 「幸福の科学ユートピア学術賞」創設[PR 14]
- 同年12月 - 関連企業：株式会社ブックスフューチャー 設立
- 2009年10月 - 映画『仏陀再誕』公開
- 同年10月 - 古典良書の復刊「教養の大陸シリーズ」発刊開始
- 2010年2月 - 「公開霊言シリーズ」発刊開始
- 同年11月 - Web雑誌（デイリー ニュース サイト）「ザ・リバティWeb」公開
- 2011年3月 - 電子書籍サービスを開始
- 2012年4月 - 子会社の海外法人、ブラジル法人 設立
- 同年5月 - 東京都港区赤坂へ移転
- 同年10月 - 関連企業：株式会社メディアフューチャー 設立
- 同年11月 - 直営書店「Books Future」オープン
- 2013年7月 - 子会社の海外法人、アメリカ法人 設立、インド法人 設立
- 2019年11月 - 東京都港区赤坂2丁目10-8へ移転[29]
- 2021年12月 - 書籍『秘密の法』年間ベストセラー第一位獲得[30][31][32]。

（一部公式サイト「会社概要」に拠る）

## 事業

### 書籍
単行本
「霊言」シリーズ他、幸福の科学関連・ビジネス・自己啓発・スピリチュアル・ノンフィクション・小説・エッセイ・絵本
叢書
「教養の大陸BOOKS」（古典新訳）
加瀬英明「イスラム・ノート」などの世界の事情についての書籍
幸福の科学関連の漫画・ムック・外国語書籍など

### 雑誌
- 月刊誌『Miracle』（1990年12月第0号 – 1991年11月第11号で休刊）
- 月刊オピニオン誌『ザ・リバティ』（1995年創刊）
- 月刊女性誌『アー・ユー・ハッピー?』（2004年創刊）

### 視聴覚メディア
音楽CD・音楽MV-DVD
映画音楽・イメージソング・瞑想曲
DVD・Blu-ray
講演会・法話・映画・大講演会奉納曲集・テレビ番組・OVA作品

### 放送番組
ラジオ
「天使のモーニングコール」
「元気出せ!ニッポン」
「ハッピーサンデー・ハッピートゥモロー」
「ハピネス カムズ トゥルー」
「ハッピージャパン」
テレビ
「ハピテレ!」
「未来ビジョン 元気出せ!ニッポン!」
「幸せのヒント」
インターネット配信映像番組
「ヤング・ブッダ」
「Happy Science TV」
「幸福実現 TV」
YouTubeチャンネル「HappyScienceChannel 幸福の科学チャンネル 」

### 劇場公開映画
- 『ノストラダムス戦慄の啓示』（1994年9月）
- 『ヘルメス—愛は風の如く』（1997年4月）
- 『太陽の法―エル・カンターレへの道』（2000年10月）
- 『黄金の法―エル・カンターレの歴史観』（2003年10月）
- 『永遠の法―エル・カンターレの世界観』（2006年9月）
- 『仏陀再誕―The REBIRTH of BUDDHA』（2009年10月）
- 『ファイナル・ジャッジメント』（2012年6月）
- 『神秘の法』（2012年10月）
- 『UFO学園の秘密』（2015年10月）
- 『さらば青春、されど青春。』（2018年5月）
- 『宇宙の法—黎明編—』（2018年10月）
- 『僕の彼女は魔法使い』（2019年2月）
- 『世界から希望が消えたなら。』(2019年10月)
- 『心霊喫茶「エクストラ」の秘密-The Real Exorcist-』（2020年5月）
- 『夜明けを信じて。』（2020年10月）
- 『美しき誘惑-現代の「画皮」-』（2021年5月）
- 『宇宙の法-エローヒム編-』（2021年10月）
- 『愛国女子—紅武士道』（2022年2月）
- 『呪い返し師—塩子誕生』（2022年10月）
- 『ニ十歳に還りたい。』（2023年9月）
- 『ドラゴン・ハート―霊界探訪記―』（2025年5月）

### その他の媒体・商品
- Webデイリー配信「ザ・リバティWeb」
- デジタルフォトフレーム
  - 「心の指針」デジタルフォトフレーム
- 各種電子書籍配信

## 販売委託
- 音楽CDの一部をレコード店等に流通させるために、日本コロムビアに販売委託していた。

2015年頃に日本コロムビアとの販売委託契約は解消している。

## 制作スタジオ
- 東京都内に、自社保有の番組制作スタジオがある[33]。

### 一次資料
（公式サイト・プレスリリース等）
1. 1 2 3 4 5 6  “会社情報”. 幸福の科学出版公式サイト.   幸福の科学出版. 2015年11月21日閲覧。
2. ↑  宗教法人幸福の科学 (2011年). “主な著作のご案内”. 宗教法人幸福の科学公式サイト.   宗教法人幸福の科学. 2011年9月3日時点のオリジナルよりアーカイブ。2011年11月29日閲覧。 “700冊を超える経典群”
3. ↑  東京地裁平成13年6月29日判決（判タ1139号184頁）
4. 1 2  宗教法人幸福の科学 (2011年). “幸福の科学の沿革・歴史 1980年代”. 宗教法人幸福の科学公式サイト.   宗教法人幸福の科学. 2011年2月11日時点のオリジナルよりアーカイブ。2011年11月29日閲覧。
5. ↑  
幸福の科学出版 (2008年). “会社概要”.   幸福の科学出版. 2008年12月24日時点のオリジナルよりアーカイブ。2011年11月29日閲覧。
6. ↑  事務所移転のご案内 アーカイブ
7. ↑  
幸福の科学出版 (2008年). “会社概要”.   幸福の科学出版. 2008年5月24日時点のオリジナルよりアーカイブ。2011年11月29日閲覧。
8. ↑  
幸福の科学出版 (2009年). “会社概要”.   幸福の科学出版. 2009年6月25日時点のオリジナルよりアーカイブ。2011年11月29日閲覧。
9. ↑  
幸福の科学出版 (2009年). “会社概要”.   幸福の科学出版. 2009年6月25日時点のオリジナルよりアーカイブ。2011年11月29日閲覧。
10. ↑  東京地裁平成8年12年20日判決（判時1619号104頁）
11. 1 2  “映画化作品”. 幸福の科学出版. 2023年1月5日閲覧。
12. ↑  大川隆法総裁の書籍がケニアの公立高校の副読本に選ばれました！ - アーカイブ
13. ↑  幸福の科学ユートピア文学賞 | 幸福の科学出版
14. ↑  幸福の科学ユートピア学術賞 | 幸福の科学出版